# 阿里·阿卜杜拉·萨利赫
阿里·阿卜杜拉·薩利赫（1947年3月21日—2017年12月4日），首任葉門總統、獨裁者。他曾在1978年到1990年間擔任阿拉伯也门共和国（北葉門）的總統。也門統一後，擔任也门共和国总统，连任至2012年辞职，執政長達34年。

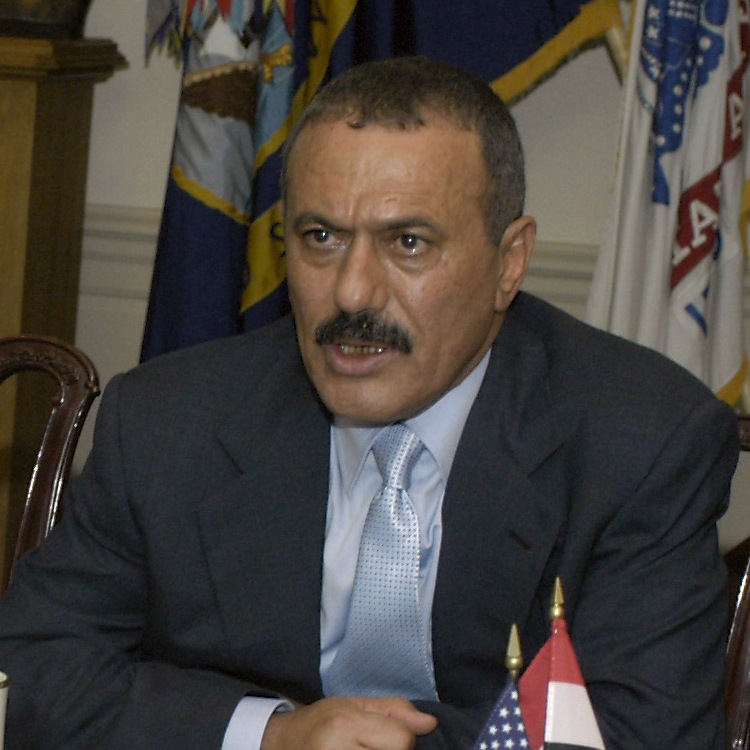
2004年4月6日于美國

## 生平

### 早年
1947年3月21日，生于萨那省拜特阿瑪。
1962年9月参加了推翻王室的“九·二六革命”。阿拉伯也门共和国（北也门）成立后，萨利赫于1964年进入装甲兵学校学习。
1978年6月至7月任临时总统委员会成员、武装部队副总司令和参谋长。

### 执政
1978年7月出任阿拉伯也门共和国总统兼武装部队总司令，正式掌握軍政權力。
1983年和1988年两次蝉联也门共和国总统兼武装部队总司令职务。1990年5月当选南北也门合并后的也门总统委员会主席、也门国防委员会主席兼武装部队总司令。
1994年10月1日正式成為也門总统。1995年6月当选全國人民大會黨主席。1997年12月晋升元帅军衔。
1999年9月25日正式当选也门总统，任期七年，2006年成功連任。

### 下台
从2011年1月开始，他面临大量国内民众要求他辞职的抗議活動的压力，由于面对海湾阿拉伯国家合作委员会（海合会）的调解协议，他在辞职态度上犹豫不决数次反悔，导致5月23日在首都爆发了反政府武装与政府军的冲突，多日来造成上百人死亡。
6月3日，总统府遭到反政府军的炮击导致薩利赫受伤，然后前往沙特阿拉伯治疗，9月回国，国内局势持续动荡，执政党与反对党谈判陷入僵局。
10月8日，萨利赫在国家电视台发表讲话称，将在未来数天内放弃权力。
10月21日，联合国安理会一致通过决议，强烈谴责也门政府继续侵犯人权，对和平抗议者过度使用暴力，并强调应追究所有实行暴力及侵犯和践踏人权者的责任。在此之前，海合会曾发出倡议，呼吁萨利赫将权力移交给副总统，以此免遭起诉，而萨利赫也曾承诺签署该协议，但未付诸行动。
11月23日，在国际社会多方努力和施压下，萨利赫在沙特阿拉伯首都利雅得的皇宫签署由海合会和联合国斡旋下达成的协议同意交出权力，成立以副总统哈迪为首的军事委员会管理国家，萨利赫继续担任名誉总统，但没有任何实际权力。在签字后的90天内举行总统大选。2012年2月27日，正式移交權力。

## 卸任之后

### 与胡塞武装的关系

#### 结盟
2016年7月，胡塞武装与萨利赫领导的全国人民大会党组成“最高政治委员会”，后于同年10月成立所谓“救国政府”，与被国际社会认可、由总统哈迪领导的政府分庭抗礼。

#### 破盟
2017年9月9日，胡塞武装宣布任命“军队指挥官”、“最高司法委员会主席”和“财政部长”等要职。萨利赫次日发表声明，以胡塞武装的单方面决定破坏双方友谊为由，拒绝承认任命。胡塞武装则于9月13日指责萨利赫站在沙烏地阿拉伯一方，威胁解除该组织与萨利赫之间的政治、军事联盟。11月29日，萨利赫的支持者拒绝胡塞武装进入萨利赫清真寺庆祝第二天的伊斯兰教重大节日圣纪节。
此後，萨利赫麾下的共和国卫队和胡塞武装之间一直有零星交火，12月2日薩利赫正式發表聲明，倒向沙地阿拉伯。萨利赫在电视讲话中表示：“我希望邻国及其同盟的兄弟们能停止他们的进攻、解除封锁、开放机场、允许食物和医疗援助（进入也门）……也门承受的已经够多了。”同时，萨利赫还向“兄弟和邻居们”承诺，只要停火并解除封锁，“也门的合法政府”将直接与其展开对话。沙烏地阿拉伯联军方面对他的表态表示赞赏，正在沙烏地阿拉伯避难的也门总统哈迪也对萨利赫的声明表示认同，并准备好与萨利赫联手对抗胡塞武装。
胡塞組織隨即開始加大火力与萨利赫的共和国卫队对抗，冲突造成80人死亡、逾120人受伤，双方均指责对方先挑起事端。随后沙特阿拉伯领导的多国联军12月4日凌晨在也门首都萨那空投武器，以支持前总统萨利赫的武装力量对抗胡塞武装。

### 遇袭身死
12月4日，胡塞武裝開始進攻薩利赫宅邸，隨即網路上傳出疑似薩利赫在逃亡時遇襲的影片，並傳言其已被狙殺。當日晚些時候，薩利赫的隨扈證實了死訊。同日胡塞武装宣称擊殺也门前总统萨利赫，也门前总统萨利赫所在政党的一名人士也证实了这一消息。也门总统哈迪当天发表讲话称，呼吁民众反对胡塞武装，并且向萨利赫的家人表示哀悼。